# NN-76
La carretera NN‑76 es una vía colectora secundaria ubicada en el departamento de Matagalpa. Conecta la ciudad de Matagalpa con zonas rurales al sur, facilitando el acceso hacia la comunidad de El Tuma. Sirve principalmente para transporte de productos agropecuarios.

## Trazado y cruces
| km  | Localidad / Punto    | Departamento | Conexión / Ruta |
| --- | -------------------- | ------------ | --------------- |
| 0,0 | Matagalpa            | Matagalpa    | NN 75           |
| 5,2 | Comunidad El Naranjo | Matagalpa    | Camino rural    |
| 9,8 | El Tuma              | Matagalpa    | Fin de ruta     |

## Coordenadas
Uno de los tramos de la NN‑76 puede ser encontrado en las coordenadas: 12°53′46″N 85°36′57″O / 12.8961, -85.6157